# La Fugue de Mariette
Pour plus de détails, voir Fiche technique et Distribution.
La Fugue de Mariette (Naughty Marietta) est un film musical américain réalisé par Robert Z. Leonard et W. S. Van Dyke avec Jeanette MacDonald et Nelson Eddy, sorti en 1935.

## Synopsis
Au XVIIIe siècle, une aristocrate française fugue en Louisiane, où un beau militaire la défend contre les pirates et les Indiens.

## Fiche technique
- Réalisation : Robert Z. Leonard et W. S. Van Dyke
- Scénaristes : Frances Goodrich, Albert Hackett et John Lee Mahin, d'après l'opérette éponyme (musique : Victor Herbert ; lyrics et livret : Rida Johnson Young (en)) créée à Broadway en 1910
- Photographie : William H. Daniels
- Ingénieur du son : Douglas Shearer
- Montage : Blanche Sewell
- Direction artistique : Cedric Gibbons
- Costumes : Adrian
- Producteurs : W. S. Van Dyke (non crédité) et Hunt Stromberg
- Compagnie : Metro-Goldwyn-Mayer (MGM)
- Date de sortie : 29 mars 1935
- Pays de production :  États-Unis
- Langue : Anglais
- Genre : Film musical, drame et romance
- Format : Noir et blanc - 35 mm - 1,37:1 - Son : mono (Western Electric Sound System)
- Durée : 105 minutes
- Dates de sortie :
  - États-Unis : 8 mars 1935 (première à Washington), 29 mars 1935 (sortie nationale)
  - France :  4 octobre 1935

## Distribution
- Jeanette MacDonald : La Princesse/Mariette
- Nelson Eddy : Capitaine Richard Warrington
- Frank Morgan : Gouverneur Gaspard d'Annard
- Elsa Lanchester : Madame d'Annard
- Douglass Dumbrille : Prince de Namours
- Joseph Cawthorn : Herr "Schumie" Schuman
- Cecilia Parker : Julie
- Walter Kingsford : Don Carlos de Braganza
- Greta Meyer : Frau Schuman
- Akim Tamiroff : Rudolpho
- Harold Huber : Abraham "Abe"
- Edward Brophy : Ezekial "Zeke" Cramer
- Zari Elmassian : Suzette (voix)
- Minta Durfee : figuration
- Louis Mercier : duelliste
- Ed Brady : éclaireur mercenaire